# Tiara och Dr. Martens
Tiara och Dr. Martens (engelska: The Princess Diaries) utgavs i september år 2000, och är första boken i bokserien "En prinsessas dagbok" av Meg Cabot. Boken gavs ut i Sverige 2004 hos Tidens förlag.

## Handling
Fjortonåriga Mia Thermopolis (Amelia) som bor i Greenwich Village på Manhattan får reda på att hon är prinsessa av det lilla landet Genovia. Hennes pappa Fursten av Genovia får reda på att han inte längre kan få fler barn och därför inga fler arvingar. Mias farmor kommer därför till New York för att ge henne "prinsesslektioner". Enda problemet är att hon inte vill vara prinsessa.